# Wacław Popiel
Wacław Popiel (ur. 12 października 1896 w Orle, zm. ?) – pułkownik dyplomowany artylerii Wojska Polskiego, kawaler Orderu Virtuti Militari, pisarz wojskowy.

## Życiorys
Urodził się 12 października 1896 w Orle, ówczesnej stolicy guberni orłowskiej. W 1914 ukończył gimnazjum w Omsku.
W listopadzie 1915 został wcielony do armii rosyjskiej. W czerwcu 1916 ukończył Michajłowską Szkołę Artylerii w Petersburgu, w stopniu chorążego. Służąc na froncie awansował na podporucznika i porucznika we wrześniu 1917. W czerwcu 1918 został zmobilizowany w Tomsku do armii prowizorycznego rządu syberyjskiego (przeciwko bolszewikom). W lutym 1919 przeszedł do Wojska Polskiego na Syberii i został przydzielony w charakterze instruktora do szkoły oficerów artylerii przy 5 Pułku Artylerii Polowej. W maju 1919 został mianowany kapitanem. Do czasu kapitulacji 5 Dywizji Strzelców Polskich dowodził baterią. Pod Tajgą dostał się do bolszewickiej niewoli.
20 marca 1921 wrócił do kraju, został przyjęty do Wojska Polskiego i skierowany na kurs dowódców baterii. Następnie został wcielony do 16 Pułku Artylerii Polowej w Grudziądzu, a później przeniesiony do 30 Pułku Artylerii Polowej, w którym dowodził bateria i dywizjonem. 3 maja 1922 zweryfikowany w stopniu kapitana ze starszeństwem z 1 czerwca 1919 i 473. lokatą w korpusie oficerów artylerii. W latach 1922–1925 był przydzielony z macierzystego pułku we Włodawie do Obozu Szkolnego Artylerii w Toruniu. Początkowo był instruktorem, a następnie kierownikiem kursu oficerów zwiadowczych w Szkole Strzeleckiej Artylerii.
Z dniem 1 listopada 1925 został przydzielony do Wyższej Szkoły Wojennej w Warszawie, w charakterze słuchacza Kursu 1925/27. 28 października 1927, po ukończeniu kursu i otrzymaniu dyplomu naukowego oficera Sztabu Generalnego, został przydzielony do Departamentu Artylerii Ministerstwa Spraw Wojskowych w Warszawie. 27 stycznia 1930 został mianowany majorem ze starszeństwem z 1 stycznia 1930 i 33. lokatą w korpusie oficerów artylerii. Od 14 listopada 1931 do 18 września 1933 był dowódcą I dywizjonu 26 Pułku Artylerii Lekkiej w Skierniewicach, po czym został przeniesiony do Centrum Wyszkolenia Artylerii w Toruniu na stanowisko wykładowcy taktyki. Czasowo pełnił w zastępstwie obowiązki dyrektora nauk Szkoły Podchorążych Artylerii. W sierpniu 1935 został przeniesiony do Dowództwa 11 Dywizji Piechoty w Stanisławowie na stanowisko szefa sztabu. Na stopień podpułkownika został mianowany ze starszeństwem z 19 marca 1938 i 14. lokatą w korpusie oficerów artylerii.
W czasie kampanii wrześniowej walczył na stanowisku szefa sztabu 11 Dywizji Piechoty. Dowódca dywizji gen. bryg. Bronisław Prugar-Ketling we wniosku o odznaczenie swojego podwładnego Krzyżem Srebrnym Orderu Virtuti Militari napisał: „dodatnie wyniki działań 11. Karpackiej Dywizji Piechoty w kampanii wrześniowej 1939 były następstwem dzielności jej żołnierzy i w równej mierze sprawności, ofiarności i męstwa oficerów sztabu, których poległo wielu i wielu było rannych w bojach bezpośrednich. Duszą tego sztabu był jego szef ppłk dypl. Popiel Wacław, oficer o wielkich walorach duchowych, umysłowych i żołnierskich. Bardzo odważny, energiczny i wytrwały, a przy tym bardzo zdolny i należycie do zadań bojowych przygotowany; był wzorem pracy i ofiarności dla swych podwładnych, a przy tym prawdziwą ręką prawą swego dowódcy. Brał udział we wszystkich bojach 11. DP pozostając często pod silnym ogniem artylerii i ckm npla, a w szczególności: dn. 14 IX 39 r. podczas przebijania się 49 pp pod Łętownią idzie w pierwszym szeregu nacierającego baonu świecąc przykładem odwagi. Dn. 17 IX 39 r. w czasie obrony lasów janowskich pozostaje na posterunku służbowym i wydaje rozkazy i zarządzenia w bardzo silnym ogniu artylerii niemieckiej; mimo krwawego spustoszenia w szeregach oddziału sztabowego. Dn. 18 IX 39 r. pod Lelechówką organizuje sam jedną z grup uderzeniowych i sam ją do szturmu prowadzi. Czynami tymi ppłk dypl. Popiel przyczynił się w wielkiej mierze do zwycięstw i pięknie zapisał się w historii 11. DP”.
W czasie walk dostał się do niemieckiej niewoli. Przebywał w Oflagu VII A Murnau. Po uwolnieniu z niewoli wrócił do kraju i został przyjęty do ludowego Wojska Polskiego. W latach 1945–1947 w Toruniu pełnił służbę na stanowisku kierownika cyklu taktyki kolejno w Wyższej Szkole Artylerii, Wyższym Oficerskim Kursie Artylerii i od 1 marca 1946 w Centrum Wyszkolenia Artylerii.
Ogłosił drukiem szereg prac, głównie z dziedziny taktyki artylerii.

## Ordery i odznaczenia
- Krzyż Srebrny Orderu Wojskowego Virtuti Militari – 9 stycznia 1947 „za czyny odwagi i męstwa wykazane w walce z niemieckim najeźdźcą podczas kampanii wrześniowej 1939”[29]
- Krzyż Kawalerski Orderu Odrodzenia Polski – 6 grudnia 1946 „za bohaterskie czyny i dzielne zachowanie się w walce z niemieckim najeźdźcą, oraz za gorliwą pracę i sumienne wypełnianie obowiązków służbowych”[30]
- Krzyż Walecznych[6][31]
- Złoty Krzyż Zasługi – 1937 „za zasługi w służbie wojskowej”[32][2][3]
- Medal Niepodległości – 2 sierpnia 1931 „za pracę w dziele odzyskania niepodległości”[33][34][35]
- Medal Pamiątkowy za Wojnę 1918–1921[6][1]
- Medal Dziesięciolecia Odzyskanej Niepodległości[6][1]
- Medal Zwycięstwa[6][1]
- Medal Pamiątkowy Wielkiej Wojny[6][1]